# Premi Kansas City Committee of 101
Il Kansas City Committee of 101 è un comitato che attribuisce i suoi annuali premi NFL ai migliori giocatori e allenatori delle due conference della lega. La prima edizione risale al 1969 ed i premi erano attribuiti ai migliori giocatori e allenatori di AFL e NFL. In seguito, a partire dal 1970, con la fusione AFL-NFL, i premi furono assegnati ai migliori rappresentanti di AFC e NFC. Il Comitato, fondato da Jack O. Wheeler, uomo d'affari di Kansas City, prende il nome dal fatto che la qualifica di membro era riservata a 101 fans dei Kansas City Chiefs che versavano una quota di 1000$ per poter iscriversi ad esso. Oggi è invece composto da 101 giornalisti sportivi che si occupano della NFL, chiamati ad esprimere il proprio voto circa i migliori giocatori offensivi, i migliori difensori e i migliori allenatori dell'anno delle due Conference della NFL. I voti vengono espressi al termine della stagione regolare e i vincitori vengono proclamati nell'annuale conferenza stampa di gennaio. Ad oggi Brett Favre risulta essere il giocatore offensivo più premiato per la NFC con 4 riconoscimenti, Peyton Manning il giocatore offensivo della AFC e in assoluto lo sportivo più premiato della manifestazione con 8 riconoscimenti, Alan Page e Reggie White sono pari merito i migliori difensori della NFC più premiati con 3 riconoscimenti, Bruce Smith e Ray Lewis sono anch'essi pari merito i migliori difensori della AFC più premiati con 3 riconoscimenti, Dick Vermeil è con 3 riconoscimenti l'allenatore più premiato della NFC, mentre Marty Schottenheimer e Bill Belichick con 4 riconoscimenti ciascuno sono gli allenatori più premiati della AFC. Da segnalare poi il primato di Jim Harbaugh, unico a ricevere il premio sia come giocatore (miglior giocatore offensivo della AFC) che come allenatore (miglior allenatore della NFC).
I proventi dell'evento, vanno ogni anno in beneficenza ad associazioni caritatevoli di Kansas City, ed inoltre per invogliare gli sponsor a contribuire economicamente all'evento sono previsti anche parziali sgravi fiscali.

## Giocatore Offensivo dell'Anno
Giocatore Offensivo dell'Anno della AFC

1969— Daryle Lamonica, Oakland Raiders

1970— George Blanda, Oakland Raiders

1971— Bob Griese, Miami Dolphins

1972— O.J. Simpson, Buffalo Bills

1973— O.J. Simpson, Buffalo Bills

1974— Ken Stabler, Oakland Raiders

1975— O.J. Simpson, Buffalo Bills

1976— Bert Jones, Baltimore Colts

1977— Bob Griese, Miami Dolphins

1978— Earl Campbell, Houston Oilers

1979— Dan Fouts, San Diego Chargers

1980— Brian Sipe, Cleveland Browns

1981— Ken Anderson, Cincinnati Bengals

1982— Premio non assegnato a causa dello sciopero dei giocatori

1983— Dan Marino, Miami Dolphins

1984— Dan Marino, Miami Dolphins

1985— Marcus Allen, Los Angeles Raiders

1986— Dan Marino, Miami Dolphins

1987— John Elway, Denver Broncos

1988— Boomer Esiason, Cincinnati Bengals

1989— Christian Okoye, Kansas City Chiefs

1990— Warren Moon, Houston Oilers

1991— Thurman Thomas, Buffalo Bills

1992— Barry Foster, Pittsburgh Steelers

1993— John Elway, Denver Broncos

1994— Dan Marino, Miami Dolphins

1995— Jim Harbaugh, Indianapolis Colts

1996— John Elway, Denver Broncos

1997— Terrell Davis, Denver Broncos

1998— Terrell Davis, Denver Broncos

1999— Peyton Manning, Indianapolis Colts

2000— Rich Gannon, Oakland Raiders

2001— Kordell Stewart, Pittsburgh Steelers

2002— Rich Gannon, Oakland Raiders

2003— Peyton Manning, Indianapolis Colts

2004— Peyton Manning, Indianapolis Colts

2005— Peyton Manning, Indianapolis Colts

2006— LaDainian Tomlinson, San Diego Chargers

2007— Tom Brady, New England Patriots

2008— Peyton Manning, Indianapolis Colts

2009— Peyton Manning, Indianapolis Colts

2010— Tom Brady, New England Patriots

2011— Tom Brady, New England Patriots

2012— Peyton Manning, Denver Broncos

2013— Peyton Manning, Denver Broncos

2014— Le'Veon Bell e Antonio Brown, Pittsburgh Steelers
Giocatore Offensivo dell'Anno della NFC

1969— Roman Gabriel, Los Angeles Rams

1970— John Brodie, San Francisco 49ers

1971— Roger Staubach, Dallas Cowboys

1972— Larry Brown, Washington Redskins

1973— John Hadl, Los Angeles Rams

1974— Chuck Foreman, Minnesota Vikings

1975— Fran Tarkenton, Minnesota Vikings

1976— Walter Payton, Chicago Bears

1977— Walter Payton, Chicago Bears

1978— Archie Manning, New Orleans Saints

1979— Ottis Anderson, St. Louis Cardinals

1980— Steve Bartkowski, Atlanta Falcons

1981— Tony Dorsett, Dallas Cowboys

1982— Premio non assegnato a causa dello sciopero dei giocatori

1983— Joe Theismann, Washington Redskins

1984— Eric Dickerson, Los Angeles Rams

1985— Walter Payton, Chicago Bears

1986— Jerry Rice, San Francisco 49ers

1987— Jerry Rice, San Francisco 49ers

1988— Roger Craig, San Francisco 49ers

1989— Joe Montana, San Francisco 49ers

1990— Randall Cunningham, Philadelphia Eagles

1991— Barry Sanders, Detroit Lions

1992— Steve Young, San Francisco 49ers

1993— Emmitt Smith, Dallas Cowboys

1994— Steve Young, San Francisco 49ers

1995— Brett Favre, Green Bay Packers

1996— Brett Favre, Green Bay Packers

1997— Barry Sanders, Detroit Lions

1998— Randall Cunningham, Minnesota Vikings

1999— Kurt Warner, St. Louis Rams

2000— Marshall Faulk, St. Louis Rams

2001— Kurt Warner, St. Louis Rams

2002— Brett Favre, Green Bay Packers

2003— Ahman Green, Green Bay Packers

2004— Donovan McNabb, Philadelphia Eagles

2005— Shaun Alexander, Seattle Seahawks

2006— Drew Brees, New Orleans Saints

2007— Brett Favre, Green Bay Packers

2008— Drew Brees, New Orleans Saints

2009— Drew Brees, New Orleans Saints

2010— Michael Vick, Philadelphia Eagles

2011— Aaron Rodgers, Green Bay Packers

2012— Adrian Peterson, Minnesota Vikings

2013— LeSean McCoy, Philadelphia Eagles

2014— Aaron Rodgers, Green Bay Packers

## Difensore dell'Anno
Difensore dell'Anno della AFC

1969— Bobby Bell, Kansas City Chiefs

1970— Mike Curtis, Baltimore Colts

1971— Willie Lanier, Kansas City Chiefs

1972— Joe Greene, Pittsburgh Steelers

1973— Dick Anderson, Miami Dolphins

1974— Joe Greene, Pittsburgh Steelers

1975— Mel Blount, Pittsburgh Steelers

1976— Jack Lambert, Pittsburgh Steelers

1977— Lyle Alzado, Denver Broncos

1978— Randy Gradishar, Denver Broncos

1979— Mike Reinfeldt, Houston Oilers

1980— Lester Hayes, Oakland Raiders

1981— Joe Klecko, New York Jets

1982— Premio non assegnato a causa dello sciopero dei giocatori

1983— Doug Betters, Miami Dolphins

1984— Kenny Easley, Seattle Seahawks

1985— Andre Tippett, New England Patriots

1986— Deron Cherry, Kansas City Chiefs

1987— Bruce Smith, Buffalo Bills

1988— Cornelius Bennett, Buffalo Bills

1989— Michael Dean Perry, Cleveland Browns

1990— Bruce Smith, Buffalo Bills

1991— Derrick Thomas, Kansas City Chiefs

1992— Cortez Kennedy, Seattle Seahawks

1993— Rod Woodson, Pittsburgh Steelers

1994— Greg Lloyd, Pittsburgh Steelers

1995— Bryce Paup, Buffalo Bills

1996— Bruce Smith, Buffalo Bills

1997— Carnell Lake, Pittsburgh Steelers

1998— Junior Seau, San Diego Chargers

1999— Jevon Kearse, Tennessee Titans

2000— Ray Lewis, Baltimore Ravens

2001— Ray Lewis, Baltimore Ravens

2002— Jason Taylor, Miami Dolphins

2003— Ray Lewis, Baltimore Ravens

2004— Ed Reed, Baltimore Ravens

2005— Dwight Freeney, Indianapolis Colts

2006— Jason Taylor, Miami Dolphins

2007— Bob Sanders, Indianapolis Colts

2008— James Harrison, Pittsburgh Steelers

2009— Darrelle Revis, New York Jets

2010— Troy Polamalu, Pittsburgh Steelers

2011— Terrell Suggs, Baltimore Ravens

2012— J.J. Watt, Houston Texans

2013— Robert Mathis, Indianapolis Colts

2014— J.J. Watt, Houston Texans
Difensore dell'Anno della NFC

1969— Carl Eller, Minnesota Vikings

1970— Alan Page, Minnesota Vikings

1971—  Alan Page, Minnesota Vikings

1972— Chris Hanburger, Washington Redskins

1973— Lee Roy Jordan, Dallas Cowboys

1974—  Alan Page, Minnesota Vikings

1975— Jack Youngblood, Los Angeles Rams

1976—  Jack Youngblood, Los Angeles Rams

1977— Harvey Martin, Dallas Cowboys

1978— Randy White, Dallas Cowboys

1979— Lee Roy Selmon, Tampa Bay Buccaneers

1980— Nolan Cromwell, Los Angeles Rams

1981— Fred Dean, San Francisco 49ers

1982— Premio non assegnato a causa dello sciopero dei giocatori

1983— Dave Butz, Washington Redskins

1984— Lawrence Taylor, New York Giants

1985— Mike Singletary, Chicago Bears

1986 —Lawrence Taylor, New York Giants

1987— Reggie White, Philadelphia Eagles

1988— Mike Singletary, Chicago Bears

1989— Keith Millard, Minnesota Vikings

1990— Charles Haley, San Francisco 49ers

1991— Pat Swilling, New Orleans Saints

1992— Wilber Marshall, Washington Redskins

1993— Deion Sanders, Atlanta Falcons

1994— Deion Sanders, San Francisco 49ers

1995— Reggie White, Green Bay Packers

1996— Kevin Greene, Carolina Panthers

1997— Dana Stubblefield, San Francisco 49ers

1998— Reggie White, Green Bay Packers

1999— Warren Sapp, Tampa Bay Buccaneers

2000— La'Roi Glover, New Orleans Saints

2001— Michael Strahan, New York Giants

2002— Derrick Brooks, Tampa Bay Buccaneers

2003— Michael Strahan, New York Giants

2004— Julius Peppers, Carolina Panthers

2005— Brian Urlacher, Chicago Bears

2006— Brian Urlacher, Chicago Bears

2007— Patrick Kerney, Seattle Seahawks

2008— DeMarcus Ware, Dallas Cowboys

2009— Charles Woodson, Green Bay Packers

2010— Clay Matthews, Green Bay Packers

2011— Jared Allen, Minnesota Vikings

2012— Aldon Smith, San Francisco 49ers

2013— Luke Kuechly, Carolina Panthers

2014— Richard Sherman, Seattle Seahawks

## Allenatore dell'Anno
Allenatore dell'Anno della AFC

1969— Hank Stram, Kansas City Chiefs

1970— Paul Brown, Cincinnati Bengals

1971— Don Shula, Miami Dolphins

1972— Don Shula, Miami Dolphins

1973— John Ralston, Denver Broncos

1974— Sid Gillman, Houston Oilers

1975— Ted Marchibroda, Baltimore Colts

1976— Chuck Fairbanks, New England Patriots

1977— Red Miller, Denver Broncos

1978— Jack Patera, Seattle Seahawks

1979— Don Coryell, San Diego Chargers

1980— Chuck Knox, Buffalo Bills

1981— Forrest Gregg, Cincinnati Bengals

1982— Premio non assegnato a causa dello sciopero dei giocatori

1983— Chuck Knox, Seattle Seahawks

1984— Dan Reeves, Denver Broncos

1985— Raymond Berry, New England Patriots

1986— Marty Schottenheimer, Cleveland Browns

1987— Ron Meyer, Indianapolis Colts

1988— Marv Levy, Buffalo Bills

1989— Dan Reeves, Denver Broncos

1990— Art Shell, Los Angeles Raiders

1991— Dan Reeves, Denver Broncos

1992— Bobby Ross, San Diego Chargers

1993— Jack Pardee, Houston Oilers

1994— Bill Cowher, Pittsburgh Steelers

1995— Marty Schottenheimer, Kansas City Chiefs

1996— Mike Shanahan, Denver Broncos

1997— Marty Schottenheimer, Kansas City Chiefs

1998— Mike Shanahan, Denver Broncos

1999— Jim Mora, Indianapolis Colts

2000— Jon Gruden, Oakland Raiders

2001— Bill Belichick, New England Patriots

2002— Jeff Fisher, Tennessee Titans

2003— Bill Belichick, New England Patriots

2004— Marty Schottenheimer San Diego Chargers

2005— Tony Dungy, Indianapolis Colts

2006— Eric Mangini, New York Jets

2007— Bill Belichick, New England Patriots

2008— Tony Sparano, Miami Dolphins

2009— Marvin Lewis, Cincinnati Bengals

2010— Todd Haley, Kansas City Chiefs

2011— Gary Kubiak, Houston Texans

2012— Chuck Pagano e Bruce Arians, co-vincitori, Indianapolis Colts

2013— Andy Reid, Kansas City Chiefs

2014— Bill Belichick, New England Patriots
Allenatore dell'Anno della NFC

1969— Bud Grant, Minnesota Vikings

1970— Dick Nolan, San Francisco 49ers

1971— George Allen, Washington Redskins

1972— Dan Devine, Green Bay Packers

1973— Chuck Knox, Los Angeles Rams

1974— Don Coryell, St. Louis Cardinals

1975— Tom Landry, Dallas Cowboys

1976—  George Allen, Washington Redskins

1977— Leeman Bennett, Atlanta Falcons

1978— Dick Vermeil, Philadelphia Eagles

1979—  Dick Vermeil, Philadelphia Eagles

1980—  Leeman Bennett, Atlanta Falcons

1981— Bill Walsh, San Francisco 49ers

1982—  Premio non assegnato a causa dello sciopero dei giocatori

1983— Joe Gibbs, Washington Redskins

1984—  Bill Walsh, San Francisco 49ers

1985— Mike Ditka, Chicago Bears

1986— Bill Parcells, New York Giants

1987— Jim Mora, New Orleans Saints

1988—  Mike Ditka, Chicago Bears

1989— Lindy Infante, Green Bay Packers

1990— George Seifert, San Francisco 49ers

1991— Wayne Fontes, Detroit Lions

1992— Mike Holmgren, Green Bay Packers

1993— Dan Reeves, New York Giants

1994— Dave Wannstedt, Chicago Bears

1995— Ray Rhodes, Philadelphia Eagles

1996— Dom Capers, Carolina Panthers

1997— Jim Fassel, New York Giants

1998—  Dan Reeves, Atlanta Falcons

1999—  Dick Vermeil, St. Louis Rams

2000— Jim Haslett, New Orleans Saints

2001— Dick Jauron, Chicago Bears

2002— Andy Reid, Philadelphia Eagles

2003—  Bill Parcells, Dallas Cowboys

2004— Jim Mora, Atlanta Falcons

2005— Lovie Smith, Chicago Bears

2006— Sean Payton, New Orleans Saints

2007— Mike McCarthy, Green Bay Packers

2008— Mike Smith, Atlanta Falcons

2009— Sean Payton, New Orleans Saints

2010—  Mike Smith, Atlanta Falcons

2011— Jim Harbaugh, San Francisco 49ers

2012— Pete Carroll, Seattle Seahawks

2013— Ron Rivera, Carolina Panthers

2014— Bruce Arians, Arizona Cardinals

## Lamar Hunt Award for Professional Football
Per onorare la memoria del fondatore dei Chiefs, il Commitee of 101 ha istituito, a partire dal 2008, un premio che porta il suo nome, teso ad onorare la carriera di un personaggio che ha contribuito a migliorare il football professionistico. Il premio viene assegnato al termine della serata di gala della consegna degli 101 awards, ed i voti sono espressi da una giuria composta da membri della famiglia Hunt e da altre personalità a lungo tempo affiliate coi Chiefs e col Comitato dei 101.
- 2008 — Membri del "Foolish Club" (il gruppo di fondatori della AFL; Lamar Hunt (Dallas Texans), Bud Adams, Jr. (Houston Oilers), Harry Wismer (New York Titans), Bob Howsam (Denver Broncos), Barron Hilton (Los Angeles Chargers), Ralph C. Wilson, Jr. (Buffalo Bills), Billy Sullivan (Boston Patriots) e Chet Soda (Oakland Raiders))[9]
- 2009 — Tony Dungy
- 2010 — Monday Night Football (Creato da Roone Arledge, pioniere dello sport in tv per la ABC, nel 1970)
- 2011 — NFL Films
- 2012 — Roger Staubach (quarterback Hall of Famer)
- 2013 — Don Shula (Allenatore più vincente nella storia della NFL)
- 2014 — Len Dawson (quarterback Hall of Famer)
- 2015 — Paul Tagliabue (ex commissioner della NFL)